# Лабержман-лез-Осон
Лабержма́н-лез-Осо́н (фр. Labergement-lès-Auxonne) — коммуна во Франции, находится в регионе Бургундия. Департамент коммуны — Кот-д’Ор. Входит в состав кантона Осон. Округ коммуны — Дижон.
Код INSEE коммуны — 21331.

## Население
Население коммуны на 2010 год составляло 352 человека.
| 1962 | 1968 | 1975 | 1982 | 1990 | 1999 | 2010 |
| ---- | ---- | ---- | ---- | ---- | ---- | ---- |
| 318  | 317  | 617  | 318  | 348  | 330  | 352  |

## Экономика
В 2010 году среди 220 человек трудоспособного возраста (15—64 лет) 166 были экономически активными, 54 — неактивными (показатель активности — 75,5 %, в 1999 году было 72,9 %). Из 166 активных жителей работали 152 человека (79 мужчин и 73 женщины), безработных было 14 (5 мужчин и 9 женщин). Среди 54 неактивных 15 человек были учениками или студентами, 28 — пенсионерами, 11 были неактивными по другим причинам.